# هاينريش أوبرشتاينر

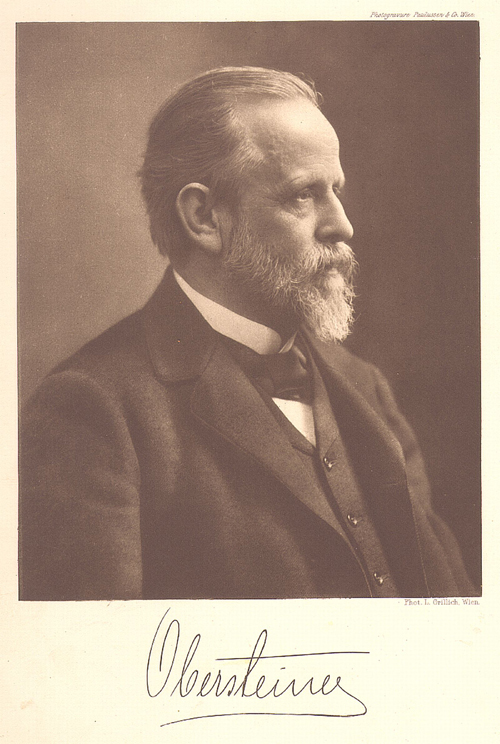
هاينريش أوبرشتاينر (1847–1922)

هاينريش أوبرشتاينر (بالألمانية: Heinrich Obersteiner) (13 نوفمبر 1847 - 19 نوفمبر 1922) طبيب أعصاب نمساوي ولد في فيينا.
في عام 1870، حصل على الدكتوراه من جامعة فيينا، حيث عمل في مختبر إرنست فيلهلم فون بروك (1819-1892). وفي عام 1873، حصل على تأهيله في علم أمراض وتشريح الجهاز العصبي من جامعة فيينا، وأصبح أستاذًا مشاركًا في عام 1880، وحصل على لقب "أستاذ متفرغ" في عام 1898. كما كان مديرًا لمؤسسة خاصة للأمراض العقلية في أوبردوبلينج، قرب فيينا. وفي عام 1882، أسس معهدًا عالميًا لعلم الأعصاب في فيينا.
سُمّي خط أوبرشتاينر-ريدليتش الذي يحمل اسمه، إلى جانب إميل ريدليتش (1866-1930). هذه المنطقة هي نقطة التقاء الجهاز العصبي المركزي والجهاز العصبي المحيطي، بالإضافة إلى كونها نقطة التقاء خلايا شوان بخلايا الدبقيات القليلة التغصن.

## الأعمال المكتوبة
- إرشادات لدراسة بنية الأعضاء العصبية المركزية في الصحة والمرض. لايبزيغ وفيينا، 1888؛ الطبعة الخامسة، 1912. تُرجم إلى الإنجليزية والفرنسية والإيطالية والروسية. ترجمه ألكسندر هيل إلى الإنجليزية بعنوان "مقدمة لدراسة تشريح الأعضاء العصبية المركزية في الصحة والمرض" (1890).
- عقيدة التنويم المغناطيسي. لايبزيغ وفيينا، 1893 - دروس في التنويم المغناطيسي.
- أمراض النخاع الشوكي، مع إميل ريدلش، في كتاب إيبشتاين وشوالبي للطب العملي، بالتعاون مع عدد كبير من العلماء.
- الفحص المجهري للجهاز العصبي المركزي، في كتاب ألبيرهالدن دليل أساليب العمل البيولوجية، الجزء 8، المجلد 1؛ برلين وفيينا، أوربان وشوارزنبرج، 1924 - الفحص المجهري للجهاز العصبي المركزي..

## روابط خارجية
- هاينريش أوبرشتاينر @ من سمى ذلك